# Lolicore
Lolicore es un subgénero de música electrónica derivado del j-core y que también se asocia a elementos de otros estilos de música electrónica como el speedcore, horrorcore y el happy hardcore. Se caracteriza por ser mucho más rápido y oscuro que el j-core. Su origen está relacionado con la subcultura otaku, la música con frecuencia aborda temáticas como las cosas "kawaii" y los asesinatos en los samples de anime que incorporan en los temas musicales.
Gran parte de música asociada a este género es distribuida en el ámbito dōjin.

## Historia
En el año 2002 algunos DJs japoneses comenzaron a incorporar muestras de la cultura otaku en sus canciones (como en el caso del j-core) para así representar más lo que ellos llamaban su subcultura japonesa.
Pero surgieron DJs que quisieron mezclar elementos más oscuros dentro de este género y para lograrlo tenían que crear un género que derivara no solo del anime, si no también de la cultura gothic lolita y el gore japonés. Por lo tanto al j-core le añadieron estos elementos y otros de diversos géneros del techno hardcore para crear este nuevo género de música conocido como lolicore. Este género busca mezclar los elementos más duros del techno hardcore para darle la apariencia oscura que lo caracteriza.
Desde los inicios en los que se popularizó este género, han sido frecuentes la realización de shows j-core y lolicore con varios artistas reconocidos tocando en vivo.

## Artistas destacados
- CDR
- Rory in early 20s
- Rorikiller
- Loli Ripe
- Goreshit
- Lolishit
- Bloody Vomit Bukkake
- Himeko Katagiri
- Dj SHARPNEL